# Блеквуд (Нью-Джерсі)
Блеквуд (англ. Blackwood) — переписна місцевість (CDP) в США, в окрузі Кемден штату Нью-Джерсі. Населення — 4622 особи (2020).

## Географія
Блеквуд розташований за координатами 39°47′57″ пн. ш. 75°3′47″ зх. д. / 39.79917° пн. ш. 75.06306° зх. д. (39.799065, -75.063111).  За даними Бюро перепису населення США в 2010 році переписна місцевість мала площу 3,20 км², з яких 3,18 км² — суходіл та 0,02 км² — водойми.

## Демографія
Згідно з переписом 2010 року, у переписній місцевості мешкало 4545 осіб у 1687 домогосподарствах у складі 1210 родин. Густота населення становила 1421 особа/км².  Було 1800 помешкань (563/км²).
Расовий склад населення:
| - 88,7 % — білих - 5,2 % — чорних або афроамериканців - 2,5 % — азіатів - 1,6 % — осіб інших рас |

До двох чи більше рас належало 1,9 %. Частка іспаномовних становила 5,9 % від усіх жителів.
За віковим діапазоном населення розподілялося таким чином: 22,4 % — особи молодші 18 років, 63,2 % — особи у віці 18—64 років, 14,4 % — особи у віці 65 років та старші. Медіана віку мешканця становила 40,2 року. На 100 осіб жіночої статі у переписній місцевості припадало 98,6 чоловіків;  на 100 жінок у віці від 18 років та старших — 95,1 чоловіків також старших 18 років.
Середній дохід на одне домашнє господарство  становив 69 077 доларів США (медіана — 59 808), а середній дохід на одну сім'ю — 79 571 долар (медіана — 78 400). Медіана доходів становила 50 481 долар для чоловіків та 41 486 доларів для жінок. За межею бідності перебувало 11,8 % осіб, у тому числі 18,5 % дітей у віці до 18 років та 8,4 % осіб у віці 65 років та старших.
Цивільне працевлаштоване населення становило 2485 осіб. Основні галузі зайнятості: освіта, охорона здоров'я та соціальна допомога — 17,7 %, роздрібна торгівля — 17,1 %, мистецтво, розваги та відпочинок — 14,2 %, науковці, спеціалісти, менеджери — 11,5 %.